# Turó de Can Valentí
El Turó de Can Valentí és una muntanya de 258 metres que es troba al municipi de Camós, a la comarca catalana del Pla de l'Estany.